# بخش اسکیپیو (شهرستان میگس، اوهایو)
بخش اسکیپیو (به انگلیسی: Scipio Township) یک منطقهٔ مسکونی در ایالات متحده آمریکا است که در شهرستان میگس، اوهایو واقع شده‌است.
 بخش اسکیپیو ۹۷٫۰ کیلومتر مربع مساحت و ۱٬۰۵۰ نفر جمعیت دارد و ۲۵۸ متر بالاتر از سطح دریا واقع شده‌است.